# Primera plana (pel·lícula de 1931)
Primera plana (títol original, The Front Page) és una comèdia d’embolics estatunidenca de l’època pre-codi dirigida per Lewis Milestone i protagonitzada per Adolphe Menjou i Pat O'Brien. Basada en l’obra teatral The Front Page de Ben Hecht i Charles MacArthur, es va estrenar el 4 d’abril de 1931. La pel·lícula, produïda per The Caddo Company, va ser nominada l'Oscar a la millor pel·lícula, al millor director (Milestone) i al millor actor (Adolphe Menjou) en la quarta edició dels premis. També va ser destacada com una de les deu millors pel·lícules de l’any per el National Board of Review. El 2010 el National Film Registry de la Biblioteca del Congrés dels Estats Units la va seleccionar per a la seva preservació degut al seu interès cultural, històric o estètic. Posteriorment es feren dues versions més de la pel·lícula, una de Howard Hawks titulada Lluna nova (1940), i una altra de Billy Wilder també titulada The Front Page (1974).

## Argument
Hildy Johnson, el periodista estrella de Chicago, vol deixar la feina al diari i casar-se amb Peggy Grant i marxar a Nova York, però el seu editor, Walter Burns, està decidit a mantenir-lo com sigui a la feina. Coneixent les seves dots de persuasió, Hildy es nega a parlar amb Walter així que aquest activa l’alarma d'incendis a l'exterior de l'apartament de la promesa de Hildy. Hildy corre cap al carrer caient en la trampa de Walter, que l’acorrala i el porta a prendre una copa. Mentre els dos homes beuen, Walter recorda les grans històries que va cobrir Hildy i pinta una imatge avorrida de la vida matrimonial. Hildy aconsegueix escapolir-se i entra a la sala de premsa del palau de justícia, on els periodistes esperen l'execució a la forca d’Earl Williams, condemnat perquè va matar un policia negre. Els periodistes volen que Williams sigui penjat a les cinc de la matinada, perquè puguin fer l'edició del matí amb les seves històries. Els polítics, en canvi, el volen penjar just abans de les eleccions, per poder captar el vot negre.
Hildy s'assabenta que s’ha sol·licitat la presència d’un nou psiquiatre per tal d’examinar Williams. Durant l'examen, Williams s'escapa. Després que els altres periodistes marxin corrents per tal d’investigar i informar, Hildy suborna algú amb els diners que li va donar Peggy pel seu viatge a Nova York perquè li expliqui com s’ha produït la fuga de Williams. Peggy es presenta a la sala de premsa buscant Hildy tot queixant-se que ell sempre anteposa el diari a ella. Enmig de la recerca de l’home, arriba l’ordre de suspensió de l'execució del governador, però ningú veu el missatger excepte el xèrif i l'alcalde que li diuen al missatger que torni després de l'execució.
Mentre Hildy s’ha tornat a quedar sol a la sala de premsa entra Williams per una finestra i Hildy l'amaga. Molly Malloy, una prostituta que va ajudar Williams després que aquest disparés, descobreix l'amagatall, i quan els altres periodistes estan a punt de fer-ho també, salta per la finestra per distreure'ls, suïcidant-se.
En la confusió, arriba Walter i queda encantat amb la feina de Hildy. Després entra Peggy, furiosa per haver-la fet esperar i trenca el seu compromís. Els periodistes troben Williams i el xèrif arresta Hildy i Walter. Just aleshores retorna l'home amb l'indult per a delit de Walter. Peggy retorna i Hildy dimiteix del diari i li proposa matrimoni novament. Walter es posa sentimental, i en adonar-se que Hildy realment no vol deixar el periodisme Peggy proposa que es quedin a Chicago però Hildy insisteix a marxar. Walter li regala un rellotge però tan aviat com Peggy i Hildy surten de l'habitació, Walter truca a la policia i els demana que arrestin Hildy a la primera parada del tren ja que segons ell li ha robat el rellotge.

## Repartiment
- Adolphe Menjou (Walter Burns)
- Pat O'Brien (Hildebrand "Hildy" Johnson)
- Mary Brian (Peggy Grant)
- Edward Everett Horton (Roy V. Bensinger)
- Walter Catlett (Jimmy Murphy)
- George E. Stone (Earl Williams)
- Mae Clarke (Molly Malloy)
- Slim Summerville (Irving Pincus)
- Matt Moore (Ernie Kruger)
- Frank McHugh ("Mac" McCue)
- Clarence Wilson (xèrif Peter B. "Pinky" Hartman)
- Fred Howard (Schwartz)
- Phil Tead (Wilson)
- Eugene Strong (Endicott)
- Spencer Charters (Woodenshoes)
- Maurice Black (Diamond Louie)
- Effie Ellsler (Mrs Grant)
- Dorothea Wolbert (Jenny)
- James Gordon (Fred)
- Richard Alexander (Jacobi)